# Ronde van de Toekomst 1981
De Ronde van de Toekomst 1981 (Frans: Tour de l'Avenir 1981) werd gehouden van 8 tot en met 21 september in Frankrijk.
Deze editie werd verreden als zogenaamde 'open formule' met acht profploegen (merendeels jongere renners) en acht landenploegen. Er werd uitsluitend in het oosten en zuidoosten van Frankrijk gekoerst; de start vond plaats in Saint-Etienne in het departement Loire en de finish was in Avoriaz in het departement Haute-Savoie. Het eerste deel was voornamelijk een heuvelachtig parcours, de laatste etappes gingen over bergachtig terrein. Deze ronde bestond uit een proloog en veertien etappes waarvan de derde een ploegentijdrit was en de negende en veertiende een individuele tijdrit. Op 15 september was een rustdag.

## Bijzonderheden
Aan deze ronde deed slechts een Nederlander mee te weten Peter Zijerveld als lid van het team HB. Er deden geen Belgen mee.

## Etappe-overzicht
| etappe         | datum        | start                    | finish                     | afstand  | winnaar                 | klassementsleider  |
| -------------- | ------------ | ------------------------ | -------------------------- | -------- | ----------------------- | ------------------ |
| proloog        | 8 september  | Saint-Etienne            | Saint-Etienne              | 5 km     | Pascal Poisson          | Pascal Poisson     |
| 1e             | 9 september  | Saint-Etienne            | Saint-Etienne              | 168 km   | Ladislav Ferebauer      | Pascal Poisson     |
| 2e deel 1      | 10 september | Saint-Etienne            | Villefranche-sur-Saône     | 102 km   | Gerard Kerbrat          | Ladislav Ferebauer |
| 3e deel 2 (pt) | 10 september | Villefranche-sur-Saône   | Villefranche-sur-Saône     | 21,5 km  | Zwitserland             | Stephen Roche      |
| 4e             | 11 september | Villié-Morgon            | Chalon-sur-Saone           | 196 km   | Serge Krivotjev         | Pascal Simon       |
| 5e             | 12 september | Chalon-sur-Saone         | Saint-Trivier-sur-Moignans | 132 km   | Régis Ovion             | Pascal Simon       |
| 6e             | 13 september | Champagne-en-Valromey    | Belley                     | 55 km    | Patrick Bonnet          | Pascal Simon       |
| 7e             | 13 september | Belley                   | Voreppe                    | 80 km    | Gerard Kerbrat          | Pascal Simon       |
| 8e             | 14 september | Voreppe                  | La Ruchère-en-Chartreuse   | 126,5 km | Patrick Bonnet          | Pascal Simon       |
| 9e (it)        | 16 september | Saint-Laurent-du-Pont    | Saint-Laurent-du-Pont      | 21,5 km  | Stephen Roche           | Pascal Simon       |
| 10e            | 17 september | Saint-Pierre-d‘Entremont | Saint-Gervais              | 124,5 km | José Patrocinio Jiménez | Pascal Simon       |
| 11e            | 18 september | Saint-Gervais            | Divonne-les-Bains          | 153 km   | Aleksander Vedernikov   | Pascal Simon       |
| 12e            | 19 september | Morzine                  | Saint-Julien-en-Genevois   | 144 km   | Gilbert Glaus           | Pascal Simon       |
| 13e            | 20 september | Saint-Julien-en-Genevois | Morzine                    | 153,5 km | Pascal Simon            | Pascal Simon       |
| 14e (it)       | 21 september | Morzine                  | Avoriaz                    | 13,6 km  | Pascal Simon            | Pascal Simon       |

## Eindklassementen

### Algemeen klassement
| rang | renner                   | land        | tijd        |
| ---- | ------------------------ | ----------- | ----------- |
| 1    | Pascal Simon             | Frankrijk   | 39u 18' 11" |
| 2    | Sergej Soechoroetsjenkov | Sovjet-Unie | op 7' 42"   |
| 3    | José Patrocinio Jiménez  | Colombia    | op 9' 00"   |
| 4    | Sergej Morozov           | Sovjet-Unie | op 11' 34"  |
| 5    | Bernard Gavillet         | Frankrijk   | op 11' 54"  |
| 6    | Stephen Roche            | Ierland     | op 12' 28"  |
| 7    | Daniel Müller            | Tsjechië    | op 14' 54"  |
| 8    | Samuel Cabrera           | Colombia    | op 15' 08"  |
| 9    | Rafaël Acevedo           | Colombia    | op 12' 15"  |
| 10   | Hubert Seiz              | Zwitserland | op 15' 46"  |

### Puntenklassement
| rang | renner         | land      | tijd |
| ---- | -------------- | --------- | ---- |
| 1    | Patrick Bonnet | Frankrijk | p    |

### Bergklassement
| rang | renner                  | land     | tijd |
| ---- | ----------------------- | -------- | ---- |
| 1    | José Patrocinio Jiménez | Colombia | p    |